# Roupa de mergulho

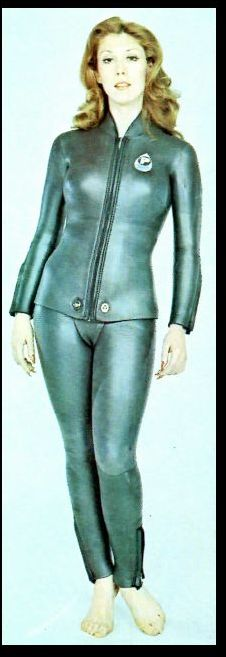
Mulher vestindo roupa de mergulho "smoothskin" com fechos "beavertail" e twistlock

Uma roupa de mergulho é uma peça de roupa usada para fornecer proteção térmica enquanto molhada.  Geralmente é feito de neoprene espumado e é usado por surfistas, mergulhadores, windsurfistas, canoístas e outros envolvidos em esportes aquáticos e outras atividades na água. Seu objetivo é fornecer isolamento térmico e proteção contra abrasão, exposição ultravioleta e picadas de organismos marinhos. Também contribui com flutuabilidade extra. As propriedades de isolamento da espuma de neoprene dependem principalmente de bolhas de gás contidas no material, que reduzem sua capacidade de conduzir calor. As bolhas também conferem à roupa de mergulho uma baixa densidade, proporcionando flutuabilidade na água.
Hugh Bradner, físico da Universidade da Califórnia, em Berkeley, inventou a roupa de mergulho moderna em 1952. As roupas de mergulho tornaram-se disponíveis em meados da década de 1950 e evoluíram à medida que o neoprene de espuma relativamente frágil foi apoiado pela primeira vez e depois imprensado com folhas finas de material mais resistente, como náilon ou elastano posterior (também conhecido como lycra). Melhorias na forma como as juntas da roupa de mergulho eram feitas por colagem, fita adesiva e costura cega, ajudaram a manter a roupa à prova d'água e reduzir a descarga, a substituição da água presa entre o traje e o corpo por água fria do lado de fora. Melhorias adicionais nas vedações no pescoço, pulsos, tornozelos e zíperes produziram um traje conhecido como "semi-seco".
Diferentes tipos de roupa de mergulho são feitos para diferentes usos e para diferentes temperaturas. Os trajes variam de um "shortie" fino de 2 mm ou menos, cobrindo apenas o tronco, braço e coxas, a um traje semi-seco grosso de 8 mm cobrindo o tronco, braços e pernas, geralmente complementado por botas de neoprene, luvas e capuz.
A diferença entre uma roupa de mergulho e uma roupa seca é que uma roupa de mergulho permite que a água entre no traje, embora um bom ajuste limite a circulação de água dentro do traje e entre o interior e o exterior do traje, enquanto os trajes secos são projetados para evitar a entrada de água, mantendo assim as roupas íntimas secas e preservando sua eficácia isolante. As roupas de mergulho podem oferecer proteção adequada em águas mornas a moderadamente frias. As roupas secas são normalmente mais caras e mais complexas de usar, mas podem ser usadas onde é necessária proteção contra temperaturas mais baixas ou água contaminada.

## Usos
A principal função de uma roupa de mergulho é o isolamento térmico para manter o usuário aquecido em condições onde, de outra forma, perderia calor corporal rapidamente devido à transferência de calor por quantidades relativamente grandes de água. As funções secundárias e incidentais são flutuabilidade e proteção contra alguns riscos ambientais, como abrasão, queimaduras solares e, em menor grau, sensação térmica. As roupas de mergulho são usadas para isolamento térmico em atividades em que o usuário provavelmente estará imerso em água ou frequentemente encharcado com spray pesado, muitas vezes se aproximando de direções quase horizontais, onde é improvável que roupas normais para clima úmido mantenham a água do lado de fora. As atividades incluem mergulho subaquático, vela, operações de resgate no mar, surf, rafting, caiaque em corredeiras e, em algumas circunstâncias, natação de resistência.

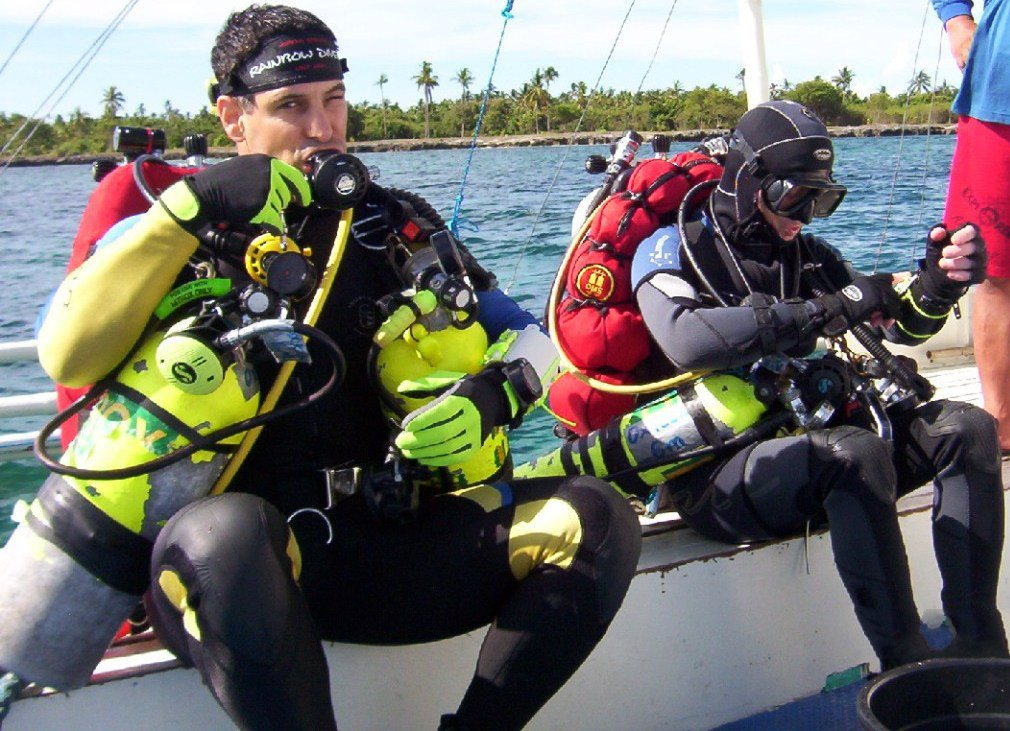
Mergulhadores em roupas de mergulho de uma peça completa, um usando um capuz
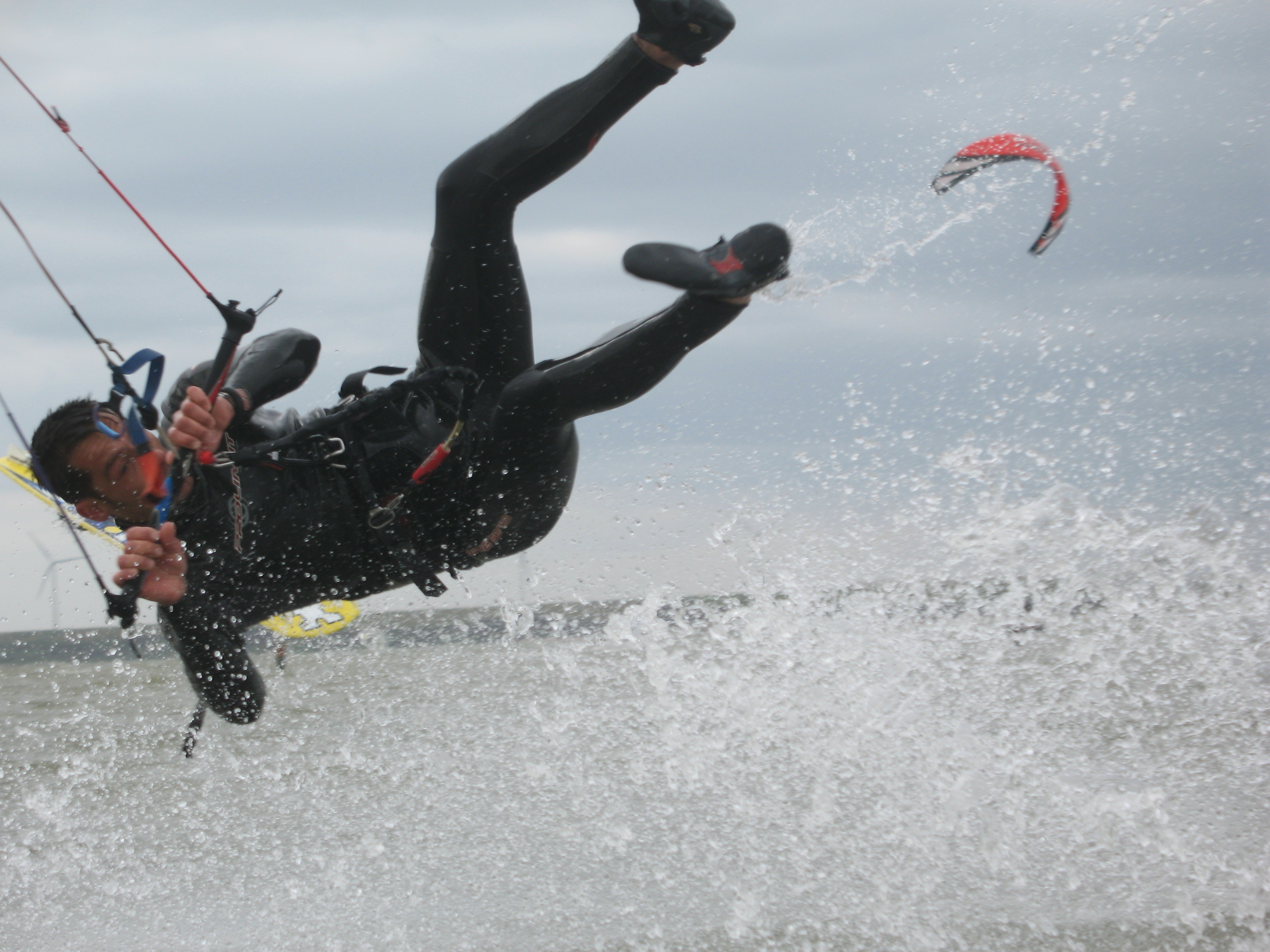
Fato de uma peça usado pelo kitesurfista
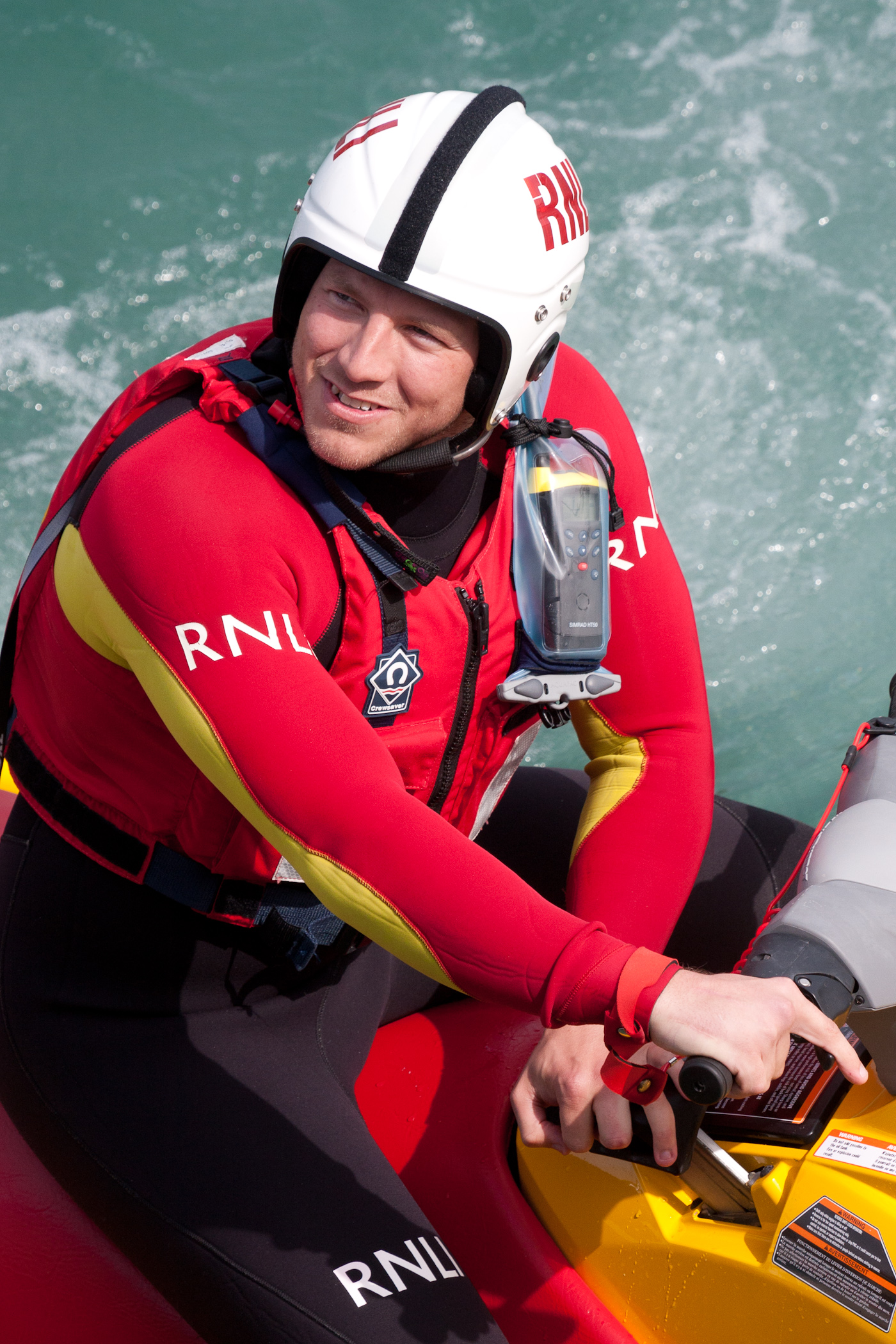
Traje de alta visibilidade para resgate marítimo
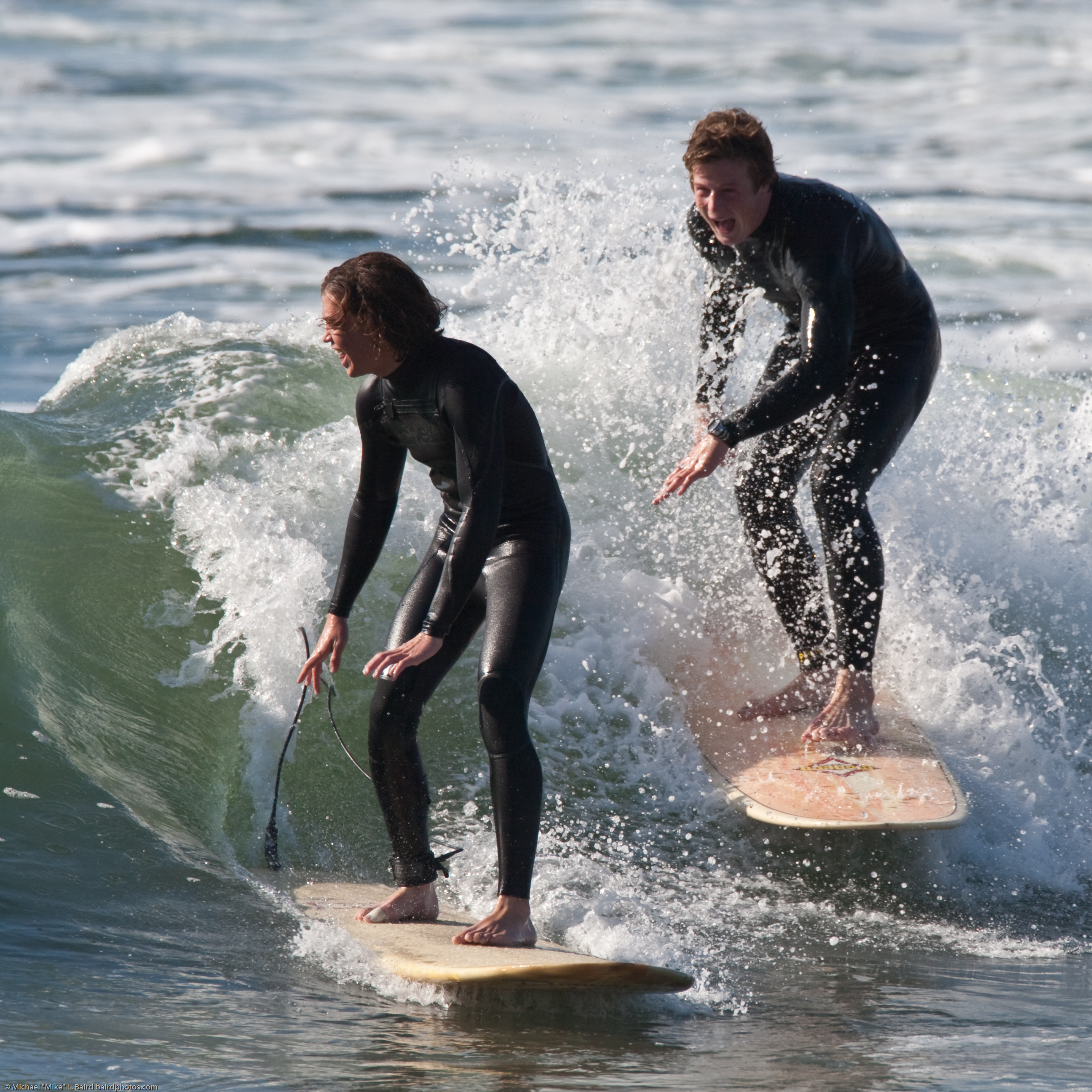
Surfistas em trajes de mergulho completos de uma peça
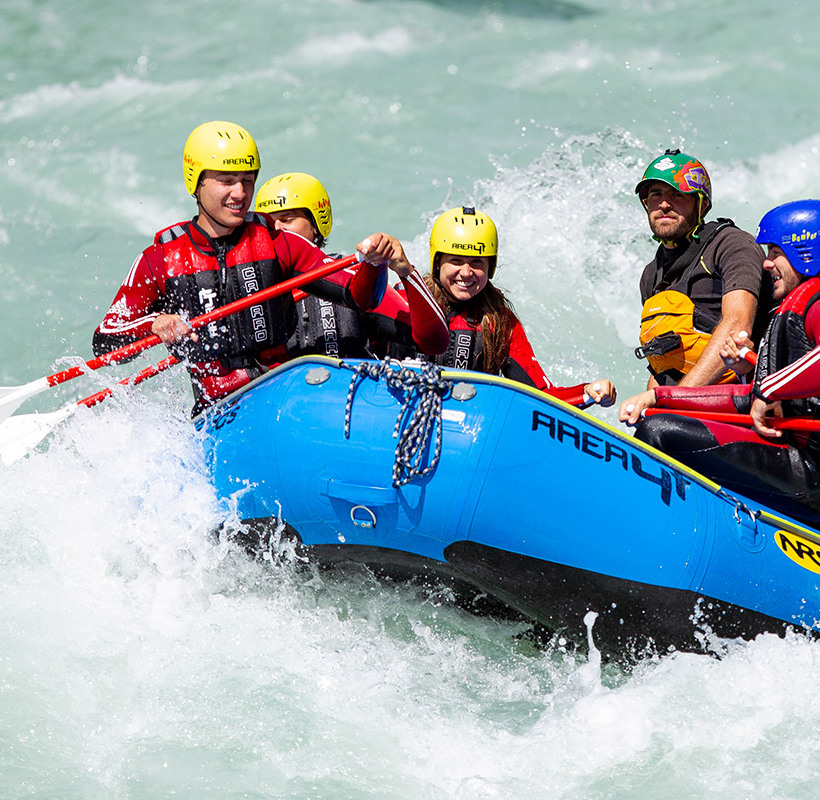
No rafting, as roupas de mergulho protegem contra o frio e cortes e abrasão por colisão com rochas após a queda